# Гражданские партнёрства в Германии
Немецкий закон о зарегистрированных жизненных партнёрствах (нем. Eingetragene Lebenspartnerschaft) был принят 16 февраля 2001 года и вступил в силу 1 августа 2001 года.
С 2001 года закон претерпел множество изменений, и к 2017 году правовой статус однополых гражданских партнёрств был практически уравнен с обычным браком между мужчиной и женщиной. Практически единственным отличием от брака (кроме существующего формального различия, закреплённого намеренным использованием другой терминологии) оставался также запрет на совместное усыновление детей.
30 июня 2017 года бундестаг принял закон, разрешающий однополым парам заключать брак. После вступления этого закона в силу с 1 октября 2017 года заключение новых гражданских партнёрств в Германии более невозможно. Однако все ранее заключённые союзы продолжают своё существование в прежнем статусе, но могут быть по заявлению преобразованы в брак. Кроме того, однополые союзы, заключённые за границей после 1 августа 2017 года по праву иностранного государства также могут быть приравнены к статусу гражданского партнёрства по немецкому праву. Однако такие союзы не всегда могут быть переведены в статус брака.
Согласно оценочным данным Бюро статистики ФРГ, в 2017 году в стране в зарегистрированных партнёрствах проживало около 53 тысяч однополых пар. Точный учёт гражданских партнёрств стал проводиться лишь с 2014 года. По его данным, в 2014—2016 годы в Германии было зарегистрировано 22 246 и расторгнуто 3494 однополых гражданских партнёрств.

## История принятия и развития закона
в истории уравнивания прав однополых и разнополых пар в Германии:
- Апрель 1999: В Гамбурге введена простейшая форма однополых союзов с минимальным набором прав, получившая в народе название «гамбургского брака».
- Декабрь 2000: Социал-демократы и зелёные против решения христианских демократов голосуют за введение в стране однополых союзов на федеральном уровне.
- Август 2001: Закон о зарегистрированных партнёрствах вступает в силу.
- Июль 2002: Конституционный суд Германии постановляет, что введение однополых союзов не противоречит Конституции ФРГ, которая ставит брак под особую защиту.
- Октябрь 2004: Бундестаг утверждает расширение закона о гражданских партнёрствах и даёт однополым парам больше прав, в том числе и право на усыновление кровного ребёнка партнёра.
- Январь 2005: Расширение закона об однополых партнёрствах вступает в силу.
- Октябрь 2009: Конституционный суд уравнивает однополых партнёров с разнополыми супругами в вопросе пенсионного регулирования.
- Февраль 2013: Конституционный суд признаёт неконституционность запрета усыновления усыновлённых детей партнёра и призывает правительство разработать соответствующее законодательство.
- Июнь 2013: Конституционный суд постановляет прекратить дискриминацию однополых партнёров при расчёте подоходных налогов.
- Июнь 2017: Бундестаг принимает закон, открывающий доступ однополым парам к заключению брака.
- Октябрь 2017: С вступлением в силу закона об однополых браках новые гражданские партнёрства более заключаться не будут.

### Первые общественные и политические дискуссии
Дискуссии в германском обществе о необходимости введения той или иной формы регистрации однополых союзов начались с момента введения таких союзов в Дании в 1989 году. Продвижение законопроектов об однополых союзах в Германии во многом связано с деятельностью немецкого политика Фолькера Бека и Немецкого Союза геев и лесбиянок.
19 августа 1992 года геи и лесбиянки Германии осуществили массовую акцию «Операция ЗАГС» (нем. Aktion Standesamt), в ходе которой в более чем в сто отделений ЗАГС по всей стране было подано около 250 заявлений от однополых пар, которым, разумеется, было отказано. Около ста пар, имея письменный отказ на руках, обратились в суды. Большинству заявителей было отказано. Однако, суд первой инстанции во Франкфурте 21 декабря 1992 года постановил, что закон не определяет чёткого понятия брака. В суде следующей инстанции пара, однако, процесс проиграла. «Операция ЗАГС» была широко освещена в немецких СМИ.
Одной из пар, принявших участие в судебных тяжбах, были известная телеведущая Хелла фон Зиннен (нем. Hella von Sinnen) и её спутница жизни Корнелия Шель (нем. Cornelia Scheel) Позднее уже в 1999 году фон Зиннен совместно с популярным дуэтом «Rosenstolz» выпустили сингл «Ja, ich will!» (рус. Да, я хочу), выражающий протест против невозможности заключения однополых браков.

### Гамбургский брак
8 апреля 1999 года в Гамбурге (который является самостоятельной федеральной землёй в Германии), несмотря на противостояние христианских демократов, был принят первый в Германии закон об однополых партнёрствах, получивший в народе название «гамбургского брака» (нем. Hamburger Ehe). Согласно закону, проживающие в Гамбурге однополые пары могли зарегистрировать свои отношения в штандесамте. Такой союз носил чисто символический характер и не давал партнёрам никаких ощутимых прав и обязанностей и даже не изменял их гражданского состояния (они, по-прежнему, считались холостыми). Тем не менее они получали некоторые минимальные права вроде доступа к посещению партнёра в больнице. Первый «гамбургский брак» был заключён 6 мая 1996 года.
В 2005 году закон был отменён в связи с введением федерального закона о зарегистрированных гражданских партнёрствах дабы не создавать бюрократической путаницы. К тому же партнёры, состоящие в «гамбургском браке», подвергались значительной дискриминации по сравнению с партнёрами, заключившими союз по федеральному закону. К моменту отмены закона было заключено 152 «гамбургских брака».

### Федеральный закон о партнёрствах
В 2000 году законопроект, легализующий однополые союзы в стране, был предложен бундестагу Партией зелёных. Законопроект был поделён на две части: первая общая часть не нуждалась в утверждении бундесрата, а вторая часть, касающаяся вопросов, согласно Конституции ФРГ, находящихся в прямом ведении земель, должна была быть одобрена бундесратом. В то время как первая часть несмотря на сопротивление ХДС/ХСС и СвДП была в ноябре 2000 года принята «красно-зелёным» большинством в бундестаге, вторая часть законопроекта не нашла поддержки в представительстве земель. Более того, управляемые ХДС/ХСС правительства Баварии, Саксонии и Тюрингии в 2001 году обратились в Конституционный суд с целью проверить принятый закон на соответствие Конституции ФРГ. Решением от 17 июля 2002 года Конституционный суд признал закон не противоречащим Конституции. Шесть из восьми судей подчеркнули, что так как разнополые пары не могут заключать гражданские партнёрства, то и вновь созданный социальный институт не может помешать им заключать браки. Кроме того, по мнению судей, постулируемая Конституцией ФРГ защита брака не мешает организовывать и защищать и другие социальные институты.
Таким образом, с 1 августа 2001 года закон в его общей части вступил в силу, оставаясь при этом неопределённым во многих вопросах, давая землям право на его свободную интерпретацию на местах. Так, например, закон не содержал положений о форме заключения партнёрств и об ответственных за заключение учреждениях, поэтому в одних землях партнёрства торжественно заключались в ЗАГСах, а в других же — в нотариальных конторах или даже в различных учреждениях, ответственных за прописку, регистрацию автомобильных номеров или уплату пошлин или штрафов.
Принятый закон с самого начала подвергался критике в связи с тем, что он наделял партнёров обязанностями, соответствующими обязанностям супругов, не предоставляя им при этом прав в том же объёме. В последующие годы бундестаг, по-прежнему управляемый «красно-зелёным» большинством и по-прежнему против воли ХДС/ХСС, принял ряд законов, уравнивающих однополых гражданских партнёров с разнополыми супругами. В то же время, эти изменения, по-прежнему, касались лишь тех вопросов, которые не нуждались в одобрении бундесрата. В частности, процедура расторжения партнёрства была приравнена к процедуре развода и партнёры получили право на усыновление кровных детей своих партнёров. Эти и некоторые другие изменения в законе были внесены в бундестаг по инициативе «зелёных» 29 октября 2004 года и утверждены при поддержке СДПГ и СвДП. Новые положения вступили в силу с 1 января 2005 года. Уже в апреле 2005 года правительство наиболее консервативной земли Бавария снова подало иск в Конституционный суд с требованием о проверке допустимости усыновления детей однополыми парами.
В последующие годы вопрос о полном уравнивании зарегистрированных однополых партнёров с разнополыми супругами неоднократно поднимался в бундестаге по инициативе «зелёных», СДПГ и «левых». Однако в результате смены правительства и приходе к власти ХДС/ХСС после выборов 2005 года и выборов 2009 года все законопроекты были бойкотированы правящей коалицией. Лишь благодаря решениям Конституционного суда, правительство было вынуждено принять многие законы, касающиеся улучшения правового положения зарегистрированных партнёров. В 2009 году Конституционный суд постановил, что неравное положение зарегистрированных партнёров по сравнению с супругами в вопросах пенсионного регулирования для государственных служащих противоречит конституции. В 2013 году судьи разрешили партнёрам усыновление уже ранее усыновленных детей своих партнёров. Также в 2013 году судьи обязали правительство уравнять гражданских партнёров с супругами при начислении подоходных налогов и дать однополым партнёрам такие же налоговые льготы, которые уже имелись у разнополых супругов.
К 2017 году однополые гражданские партнёры фактически были почти полностью уравнены в правах и обязанностях с разнополыми супругами. Единственным серьёзным отличием оставался запрет гражданских партнёров на совместное усыновление детей, а также принципиально различная терминология, подчёркивающая, что союз гражданских партнёров не является браком.

## Условия и процедура заключения и расторжения партнёрства
Правовая основа заключения и расторжения гражданских партнёрств в Германии отличается от правовой основы заключения и расторжения браков. Так, браки заключаются и расторгаются исключительно в соответствии с семейным законодательством страны, гражданством которой обладают брачующиеся. В международных парах супруги могут выбрать семейное право одного из государств. Так как в большинстве стран мира институт гражданских партнёрств отсутствует, то в этих странах отсутствует и соответственное законодательство. Поэтому при заключении и расторжении гражданского партнёрства в Германии роль играет не гражданство лиц (как при заключении брака), а место их постоянного проживания и регистрации.

### Условия для заключения партнёрства
Круг лиц, имеющих право на заключение гражданского партнёрства в Германии определяется в § 1 закона о партнёрствах. В Германии, в отличае от некоторых других стран, заключение гражданских партнёрств разрешено лишь для однополых пар. Кроме того, для регистрации гражданского союза партнёры должны в любом случае достичь совершеннолетия. В этом партнёрство отличается от брака, заключение которого в некоторых случаях по решению суда допускается и до наступления совершеннолетнего возраста. Для иностранцев совершеннолетие определяется по законодательству страны их гражданства, для граждан Германии оно составляет 18 лет.
Кроме того, лица, собирающиеся зарегистрировать гражданское партнёрство, должны также удовлетворять следующим условиям:
1. Не состоять в браке или другом зарегистрированном гражданском партнёрстве с третьими лицами.
2. Не являться родственниками первой линии.
3. Обязаться принять ответственность друг за друга, вести совместное хозяйство и оказывать друг другу помощь и поддержку[20].

Сексуальная ориентация партнёров, а также наличие или отсутствие между ними любовных или сексуальных отношений не имеет никакого значения. Это значит, что однополое гражданское партнёрство в Германии теоретически могут заключить и гетеросексуалы.
После поправок, принятых в 2004 году, процедура заключения и расторжения партнёрств была более приближена к браку. Так, с 1 января 2005 года на однополые пары также распространяется действующий в немецком праве институт «обручения», когда партнёры дают друг другу обещание заключить союз. Ранее это распространялось лишь на разнополые пары, собирающиеся вступить в брак. Теперь же в случае, если один из партнёров нарушает обещание и отменяет свадьбу, второй партнёр может в судебном порядке истребовать от него возмещения связанных с подготовкой свадьбы затрат (например, покупка колец или свадебных нарядов, резервирование ресторана и так далее).

### Оформляющие органы

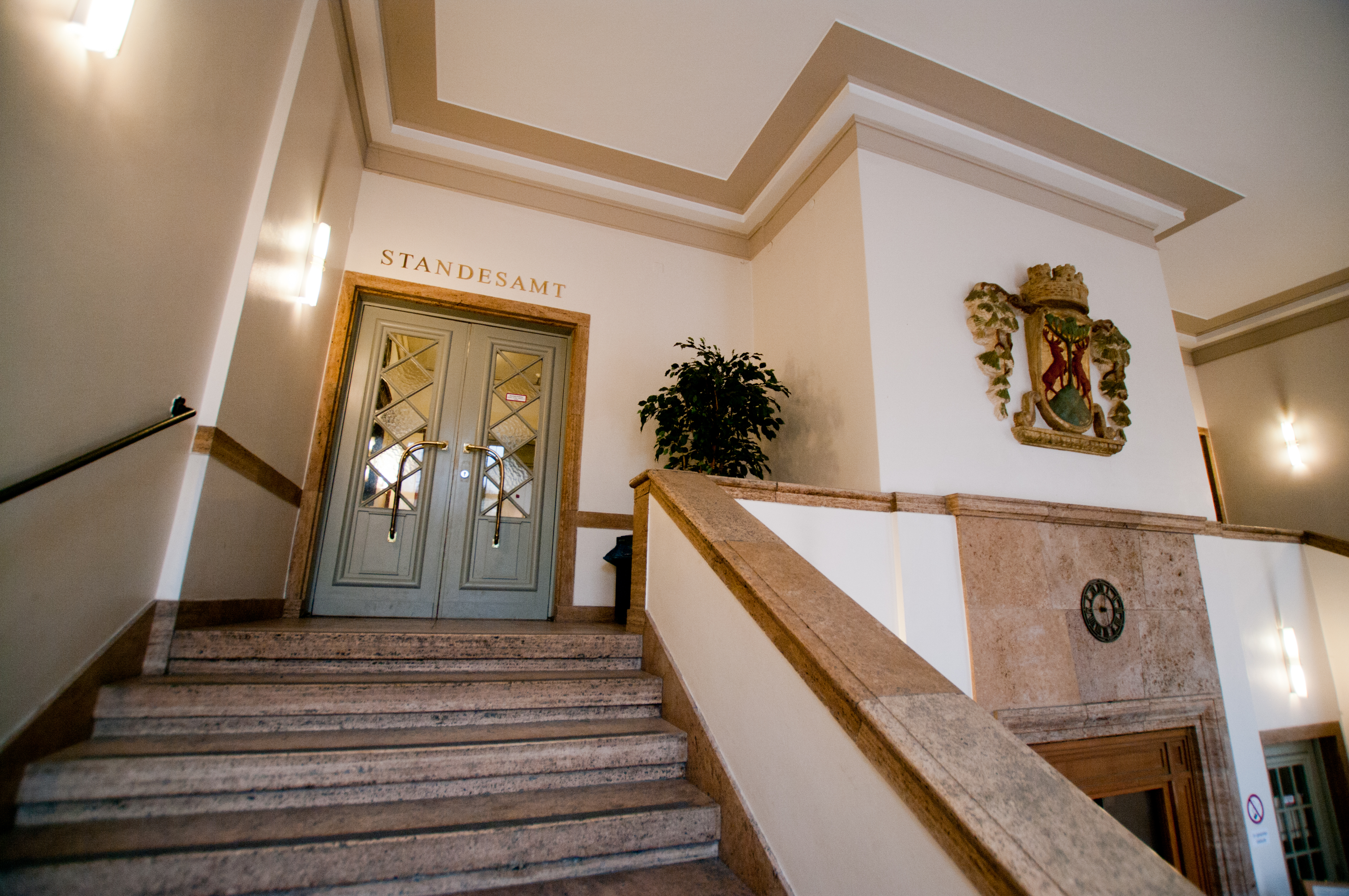
Лестница штандесамта в Шёнебергской ратуше (Берлин)

Заявление на заключение гражданского партнёрства подаётся в лично в регистрирующий орган — штандесамт (нем. Standesamt — орган регистрации гражданского состояния, ЗАГС) по месту жительства одного из партнёров. Если оба партнёра не имеют постоянного места проживания в Германии, заявление может быть подано в любом штандесамте. Заключение партнёрства не обязательно должно происходить в том же штандесамте, в который подавалось заявление. Вместе с тем закон разрешает землям по своему усмотрению наделять и другие органы правом заключения однополых партнёрств. Тем не менее сегодня во всех землях заключением однополых союзов занимаются в штандесамтах, и только в Баварии гражданское партнёрство также может регистрироваться и в обычных нотариальных конторах.
На момент принятия закона назначение оформляющих органов полностью находилось в сфере ведения земель. Так, половина из них сразу же перевела заключение гражданских партнёрств в ведение штандесамтов, в то время как в других землях заключением однополых союзов занимались городские и местные муниципальные органы власти или другие всевозможные учреждения (вплоть до учреждений по регистрации автомобильных номеров). Шаг за шагом, в каждой земле заключение гражданских партнёрств было переведено в штандесамты. В последнюю очередь это произошло в Тюрингии с 1 января 2011 года и в Баден-Вюртембергe с 1 января 2012 года. Также и госпошлина за заключение однополого гражданского союза в первые годы устанавливалась муниципалитетами самостоятельно, в отличие от пошлины за заключение брака, которая на территории всей Германии является одинаковой. Последним «стоимость» однополого и разнополого союзов уровняли в Баден-Вюртемберге, где до этого однополым партнёрами приходилось платить больше, чем разнополым брачующимся (в некоторых общинах почти в 4 раза дороже).

### Расторжение партнёрства
Условия расторжения гражданского партнёрства с января 2005 года полностью соответствуют условиям расторжения брака. Перед подачей заявления о расторжении союза партнёры, как правило, должны в течение не менее 12 месяцев проживать раздельно. Также требуется согласие второго партнёра. Регулирование имущественных отношений между бывшими партнёрами также уравнено с соответствующими руководствами для супругов, то есть имущество, нажитое в партнёрстве, считается совместным. Примечательно, что закон не имеет обратной силы и не распространяется на партнёрства, заключённые до 2005 года. В этих случаях партнёры должны были до конца 2005 года специально заявить о своём желании считать нажитое ранее имущество совместным.
Партнёр, не имеющий средств к существованию, может потребовать от своего бывшего или ещё настоящего (в случае предусмотренного законом раздельного проживания перед расторжением партнёрства) партнёра денежной компенсации — алиментов. Алименты могут быть взысканы, например, в том случае, если партнёр в силу своего возраста или здоровья не в состоянии найти работу. Также алименты положены, например, если партнёр не может устроиться на работу из-за необходимости постоянного ухода за маленьким ребёнком. Однако это возможно лишь в том случае, если ребёнок является общим для обоих партнёров.
Для избежания возможных проблем в будущем при заключении партнёрства можно дополнительно заключить «брачный договор». Данная процедура также полностью соответствует брачным контрактам для гетеросексуальных супругов.

## Права и обязанности партнёров
Закон предусматривает среди прочих следующие права и обязанности гражданских партнёров:
- Гражданские партнёры наравне с супругами имеют право не свидетельствовать друг против друга в суде.
- Партнёры имеют право по желанию принять общую фамилию[35].
- Семьи партнёров также считаются родственниками («сродство»), как и при обычном браке, со всеми вытекающими из этого последствиями[36].
- Каждый из партнёров обладает правом на совершение сделок от имени обоих партнёров[37].
- Партнёры обязаны вести совместное хозяйство и оказывать друг другу взаимопомощь[38].
- Партнёры обязаны при необходимости оказывать друг другу материальную помощь[37].
- Лица призывного возраста, состоящие в гражданском партнёрстве, освобождаются от воинской обязанности наравне с женатыми мужчинами, согласно изменениям в немецком законе о воинской обязанности от 24 сентября 2010 года[39][40][41].
- С 2005 года партнёры имеют также равные права с супругами в вопросах, связанных с пребыванием в Германии, получением вида на жительство и немецкого гражданства[42].
- С 1 января 2005 года персоны, состоящие в гражданском партнёрстве, не могут вступить в брак до тех пор, пока не расторгнуто партнёрство[43].

### Имущественные права
Имущественные права гражданских партнёров регулируются аналогично правам супругов, то есть по умолчанию они ведут совместное хозяйство и обладают равными правами на совместное имущество, если иное не оговорено в брачном контракте. Партнёр имеет право наследования имущества своего умершего партнёра наряду с другими его родственниками. Также он имеет право опротестовать в суде завещание своего умершего партнёра в случае несогласия с ним.

#### Налог на наследство партнёра
До 2008 года доля наследства, не облагаемая налогом, для традиционных пар была выше, чем для гомосексуальных, а сама ставка налога ниже. В 2008 году правительство уже провело реформу налога на наследство, уравнивающую права гражданских партнёров с супругами в традиционных семьях. Однако, на случаи наследования до 2008 года действие нового закона не распространялось.
Конституционный суд Германии в Карлсруэ 21 июля 2010 года признал законодательство о наследстве, действовавшее в период с 2001 по 2008 годы, противоречащим Конституции ФРГ и обязал власти найти решение задним числом для случаев наследования, пришедшихся на период с 2001 по 2008 годы.
С 2008 года для гражданских партнёров уравнена с традиционными супругами величина не облагаемой налогом суммы при совершении сделок дарения и наследовании имущества от своих партнёров. С 2011 года предусмотрено также уравнивание налоговых ставок. С августа 2009 года партнёры уравнены с супругами при выплате налогов на радио и телевидение — GEZ.

#### Налог на приобретение земельных участков
С мая 2010 года зарегистрированные партнёры также полностью освобождаются от налогов при купле-продаже, наследовании или дарении друг другу земельных участков. В своём решении от 18 июля 2012 года Конституционный суд признал неконституционным факт дискриминации гражданских партнёрств в вопросе налогообложении при купле-продаже земельных участков в предыдущие годы и обязал правительство до конца календарного 2012 года придать закону, принятому в 2010 году, обратную силу и распространить его на союзы, заключённые с 1 августа 2001 года.. Правительство ФРГ включило эти изменения в законопроект по изменениям в налоговый кодекс, однако в январе 2013 года он был отвергнут правящей коалицией христианских и свободных демократов из-за того, что он предусматривал также и уравнивание однополых пар при уплате подоходного налога.
8 мая 2013 года Конституционный суд повторно призвал правительство принять необходимое законодательство и, в случае, если оно не будет принято до 18 июня 2013 года, обещал выдать временное постановление касательно рассматриваемой ситуации.

#### Налоговые льготы при уплате подоходных налогов
Последним камнем преткновения оставались налоговые скидки, которыми пользуются разнополые супружеские пары, но на которые не имели права зарегистрированные однополые партнёры — так называемый Ehegattensplitting. Данный закон позволяет супругам объединять свои налоговые декларации при уплате подоходного налога и, таким образом, платить значительно меньше налоговых отчислений. В отличие от разнополых супругов однополые партнёры были ущемлены в праве выбора налогового класса и рассматривались в немецком налоговом праве как холостяки, в связи с чем облагались значительно бо́льшим налогом, чем разнополые супружеские пары.
В начале декабря 2011 года Кёльнский финансовый суд постановил, что до тех пор, пока не будет принято решение Конституционного суда по данному вопросу, однополые партнёры должны при расчёте налогов рассматриваться как состоящие в браке супруги и соответственно иметь налоговые скидки для семейных пар. В конце декабря 2011 года подобное постановление также было вынесено финансовым судом земли Шлезвиг-Гольштейн. Тем не менее в апреле 2012 года Федеральный финансовый суд в Мюнхене отказал другой зарегистрированной однополой паре в их иске и, тем самым, признал налоговую дискриминацию однополых партнёров законной. Таким образом, по сходным делам было принято несколько противоречащих друг другу решений судов.
Многие земли решили этот вопрос локально, не дожидаясь решений Конституционного суда. Согласно данным Федерального министерства финансов Германии, по состоянию на август 2012 года большинство земель (13 из 16) самостоятельно разрешили зарегистрированным однополым парам по заявлению объединять свои налоговые декларации и выбирать налоговые классы, как это могут делать разнополые супружеские пары. Лишь Бавария, Сансония и Саар отказывались уравнивать однополые партнёрства и разнополые супружеские пары, предпочитая дождаться окончательного решения конституционного суда.
Решающую точку в вопросе поставил Конституционный суд Германии 6 июня 2013 года, постановив, что дискриминация однополых зарегистрированных партнёров по отношению к состоящим в браке разнополым парам в вопросах налогообложения недопустима. Судьи шестью голосами «за» и двумя — «против» постановили прекратить дискриминацию однополых пар и ликвидировать все последствия такой дискриминации задним числом вплоть до 1 августа 2001 года — даты введения гражданских партнёрств в Германии. На практике это может означать, что Министерство финансов будет обязано пересчитать все налоговые декларации однополых пар за предыдущие годы и вернуть им лишние уплаченные деньги. До тех пор, пока правительство страны не разработает соответствующих законов, для зарегистрированных однополых пар будут применяться те же правовые нормы, что и для разнополых супругов.
Налогового равноправия для однополых партнёров уже давно требуют представители четырёх из пяти основных партий страны — социал-демократы, свободные демократы, левые и зелёные. Главным препятствием для установления налогового равноправия являются христианские демократы (блок ХДС/ХСС).
В августе 2012 года неожиданностью стало предложение христианских демократов дать однополым партнёрам равные права в налоговом законодательстве, что вызвало ярый спор внутри блока ХДС/ХСС по причине категорического несогласия баварского ХСС с уравниванием однополых союзов с разнополыми браками. Руководитель баварского ХСС Хорст Зеехофер категорически выступает за привилегированное положение семьи перед однополыми партнёрствами в налоговых вопросах, ссылаясь на Конституцию ФРГ, в которой чётко указывается на особую защиту семьи государством. Зеехофер призывает не торопиться с принятием законов и дождаться решения Конституционного суда.
Министр по делам семьи Кристина Шрёдер поддержала инициативу ХДС, подчеркнув, что однополые партнёры также «заботятся друг о друге и живут в согласии с консервативными ценностями». С ней солидарны и министр юстиции Сабина Лойтхойссер-Шнарренбергер и вице-канцлер Филипп Рёслер.
Федеральный канцлер Германии Ангела Меркель придерживается позиции, согласно которой разнополые супружеские пары должны сохранить налоговую привилегию по отношению к зарегистрированным однополым парам. Об этом канцлер заявила газете Bild перед общепартийным заседанием ХДС, руководителем которого она является.
Точку зрения канцлера поддерживает и министр финансов ФРГ Вольфганг Шойбле, который считает, что в дальнейшем уравнивании однополых пар с разнополыми супругами в налоговых вопросах нет никакой необходимости. В случае предоставления зарегистрированным однополым парам налоговых льгот, которыми сейчас пользуются разнополые супруги, германская казна будет ежегодно терять до 30 миллионов евро.

### Социальное страхование
В таких вопросах социальной защиты, как выплата пособий по безработице (Arbeitslosengeld) и социальных пособий для малоимущих (Sozialgeld), выплата детских пособий (Elterngeld, Unterhaltsvorschuss), социальное страхование, доплата на аренду жилья для малоимущих (Wohngeld) гражданские партнёры полностью уравнены с традиционными супругами.
В вопросе получения пособий по безработице долгое время наблюдалась несправедливость. Ранее служба занятости отказывала однополым незарегистрированным партнёрам в выплате пособия, если партнёр добровольно увольнялся с работы в связи с переездом к своему партнёру в другой город. Решением Мюнхенского социального суда первой инстанции было постановлено, что однополый партнёр в данном случае имеет право получать пособие по безработице, причем даже если однополые партнёры не состоят в зарегистрированном союзе. Ранее это было разрешено лишь разнополым супругам, однополым зарегистрированным партнёрам и разнополым неженатым парам.
В июне 2009 года Бундестаг постановил, что вычеты для медицинской страховки гражданских партнёров должны производиться в соответствии с вычетами для супругов. Кроме того, условия для «семейной страховки» для однополых и разнополых пар также уравнены.
С осени 2010 года за партнёрами признаются равные с супругами права на получения стипендий и кредитов на обучение — BAföG.

### Льготы государственных служащих
Государственные служащие (нем. Beamte), к которым в Германии, кроме чиновников, относятся судьи, школьные учителя, полицейские, военные и многие другие категории лиц, пользуются в стране особыми правами и льготами. В федеральном законодательстве, а также в законодательстве большинства земель Германии госслужащие, состоящие в гражданском партнёрстве, с 1 января 2009 года полностью уравнены в правах со своими состоящими в браке коллегами. В частности, они имеют такие же дополнительные выплаты (например, особую надбавку для семейных) и такие же льготы (например, льготы в медицинском страховании).
Кроме того, гражданские партнёры имеют такие же права, что и супруги, в вопросах, связанных с пенсией, в том числе и с «вдовьей пенсией» и пенсией по потере кормильца.
В настоящий момент лишь состоящие в партнёрстве госслужащие Саксонии и Баден-Вюртемберга по некоторым параметрам дискриминируются по сравнению со своими состоящими в браке коллегами.

## Дети в однополых партнёрствах

### Число детей в зарегистрированных партнёрствах
Согласно Государственному институту исследований семьи при Бамбергском университете, в 2009 году в Германии почти 7 тысяч детей воспитывалось однополыми парами, среди них более 2,2 тысяч — парами, официально зарегистрировавшими свои отношения. По некоторым оценкам, число детей, воспитывающихся однополыми парами, доходит в Германии до 8 тысяч.
Согласно официальной переписи населения, по состоянию на 9 мая 2011 года в стране насчитывалось уже 5,7 тысяч детей, воспитываемых однополыми родителями, состоящими в зарегистрированных партнёрствах, при этом около 86 % из них — в семьях, состоящих из двух женщин.
По данным Бамбергского исследования, около 11 % зарегистрированных пар воспитывают детей, общее количество которых доходит до 2,2 тысяч. Примерно 64 % однополых семей с детьми имеют лишь одного ребёнка, 27 % — двух и 8 % — трёх и более детей, около 40 % однополых семей желают или планируют пополнение в семействе. Опрос, проведённый Союзом геев и лесбиянок Германии, также показывает, что около 40 % ЛГБТ желают основать семью с ребёнком, при этом такое желание высказывает каждая вторая лесбиянка и каждый третий гей.
Основная часть однополых семей — это семьи с двумя мамами. Так, лишь около 8 % детей из «радужных семей» живут с двумя отцами. Примерно 48 % детей, воспитываемых зарегистрированными однополыми парами, были рождены уже после заключения партнёрства, около 44 % — появились на свет в результате предыдущих, в подавляющем большинстве гетеросексуальных отношений, лишь около 1,9 % детей были усыновлены и около 6 % детей живут на праве воспитанников, не являясь ни родными, ни приёмными.

### Усыновление детей

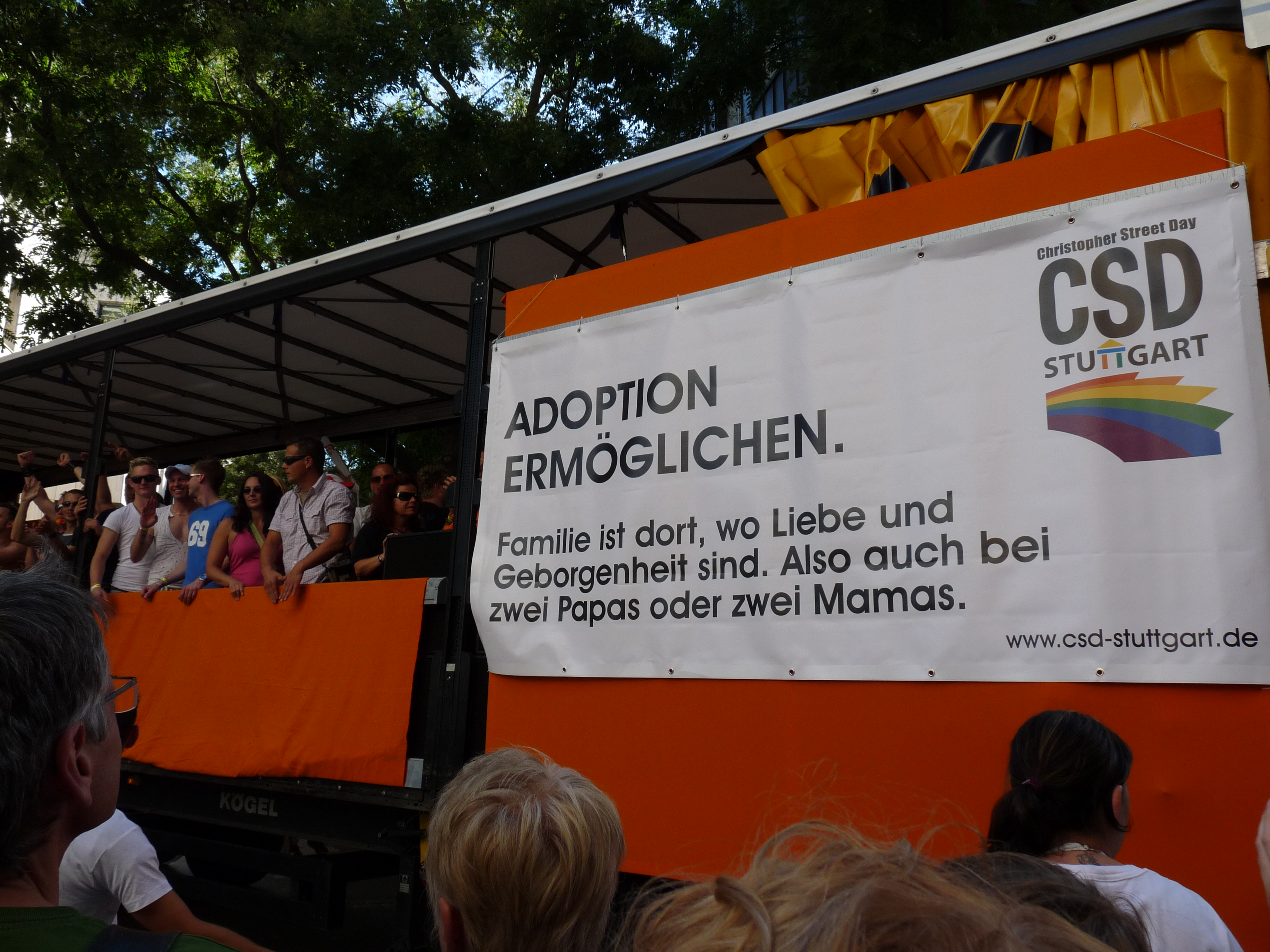
Плакат с требованием разрешить совместное усыновление однополым парам, гей-прайд в Штутгарте, 2009

Усыновлять детей в Германии могут как состоящие в браке пары, так и отдельные персоны, однако в Германии шансы на усыновление ребёнка отдельной персоной очень низки из-за большого количества желающих усыновителей. Так как пары имеют значительные преимущества на усыновление перед одиночками, то одинокие люди чаще всего усыновляют детей заграницей. Пары, не состоящие в браке (в том числе и пары, состоящие в зарегистрированном партнёрстве) не могут усыновлять детей совместно как пара.
С 1 января 2005 года однополые пары, состоящие в зарегистрированном партнёрстве, получили ограниченное право на усыновление: один из партнёров может усыновить кровного ребёнка второго партнёра (нем. Stiefkindadoption). Кроме того, закон разрешает усыновление «со стороны» одному из партнёров, но лишь при согласии второго партнёра, которому, впрочем, совместное усыновление запрещено. Однако второй партнёр может подать заявление на получение «ограниченных прав по воспитанию ребёнка».
В апреле 2005 года правительство Баварии, одной из наиболее консервативных земель, подало иск в Конституционный суд Германии в Карлсруэ о проверке допустимости усыновления детей однополыми парами. В августе 2009 года Конституционный суд постановил, что усыновление партнёрами кровных детей партнёра не противоречит Конституции страны. Однако второй партнёр может усыновить биологического ребёнка своего партнёра только в том случае, если второй биологический родитель ребёнка не возражает против этого. Ребёнок, достигший 14 лет, может самостоятельно решать, хочет ли он быть усыновленным или нет, независимо от решения второго биологического родителя.
Согласно данным Бамбергского исследования 2009 года, большинство респондентов (около 52 %), состоящих в зарегистрированном однополом партнёрстве, назвали возможность усыновления главной причиной официальной регистрации своих отношений.
Конституционный суд ФРГ 19 февраля 2013 года постановил, что запрет одному партнёру усыновлять уже усыновлённых детей второго партнёра (нем. Sukzessivadoption) противоречит Конституции страны. Суд обязал федеральное правительство разработать соответствующее законодательство до конца июля 2014 года. Данный вердикт, однако, не касается случаев одновременного совместного усыновления ребёнка однополой парой.
С 1 октября 2017 года после легализации в Германии однополых браков, однополые пары, состоящие в браке, получили возможность наравне с разнополыми супругами усыновлять детей вместе как пара.
| Тип усыновления                                                                     | Одинокий человек | Незарегистр. пара (любого пола) | Однополое гражданское партнёрство | Брак (супруги любого пола) |
| ----------------------------------------------------------------------------------- | ---------------- | ------------------------------- | --------------------------------- | -------------------------- |
| Единоличное усыновление (в том числе и персоной, состоящей в паре) (Einzeladoption) | Да               | Да                              | Да                                | Да                         |
| Усыновление родного (кровного) ребёнка партнёра (Stiefkindadoption)                 | ---              | Нет                             | Да                                | Да                         |
| Усыновление неродного (ранее усыновлённого) ребёнка партнёра (Sukzessivadoption)    | ---              | Нет                             | Да                                | Да                         |
| Одновременное совместное усыновление (Gemeinschaftliche Adoption)                   | ---              | Нет                             | Нет                               | Да                         |

### Искусственное оплодотворение
Право на искусственное оплодотворение в Германии имеют лишь женщины, состоящие в зарегистрированном (гетеросексуальном) браке. Федеральный медицинский совет Германии (нем. Bundesärztekammer) хотя и не запрещает искусственного оплодотворения женщин, не состоящих в гетеросексуальном браке, однако строго рекомендует врачам воздержаться от него, ссылаясь на этические нормы. Поэтому лесбийские пары часто сами проводят искусственное оплодотворение кустарными методами, пользуясь спермой своих знакомых, или проводят процедуру в клиниках за границей, прежде всего — в Дании, Великобритании, Нидерландах или в США. Однако в этих случаях права на ребёнка получает лишь женщина, родившая его, а её партнёрша в глазах закона остаётся для ребёнка посторонним человеком.

### Использование суррогатной матери
В настоящее время использование суррогатного материнства в Германии запрещено (см. § 1 Закона о защите эмбрионов) независимо от того, кто будет родителями ребёнка, — одно- или разнополая пара. Данная тема широко дискутируется в немецком обществе, в том числе и среди политиков. В частности, в декабре 2011 года несколько представителей Свободно-демократической партии высказались в пользу суррогатного материнства.

### Взятие чужого ребёнка на воспитание под опеку
Во многих случаях единственной возможностью завести ребёнка для гомосексуальных пар остаётся взятие чужого ребёнка на воспитание в качестве подопечного (нем. Pflegekind). Такая ситуация может возникнуть, если ребёнок забирается у родной семьи по причинам того, что его родные родители не могут выполнять своих родительских функций. Однако ребёнок передаётся новым опекунам лишь на время и может быть в любое время и возвращён биологическим родителям или передан другой семье под опеку. Органы опеки постоянно контролируют состояние такого ребёнка. Семьи, взявшие ребёнка под опеку, получают государственную поддержку. Иногда такие дети остаются в семье попечителей на долгое время и впоследствии могут быть ими усыновлены.

## Вопросы международного права
Согласно немецкому праву, гражданские партнёрства могут быть зарегистрированы только соответствующими органами на территории Германии. Немецкие консульства за рубежом не имеют права заключать такие союзы (впрочем, и обычные браки тоже). С 2005 года для однополых партнёрств действуют те же самые принципы воссоединения семей, что и для гетеросексуального брака.

### Партнёрство между немцем и иностранцем
Перед заключением гражданского партнёрства между гражданином Германии и иностранцем будущие партнёры должны уже фактически проживать вместе или показать намерение совместного проживания. Наличие сексуальных отношений, равно как и сексуальной верности между партнёрами не имеет значения и не проверяется ведомством по делам иностранцев. Важна лишь готовность партнёров к совместному проживанию и ведению совместного хозяйства. Кроме того, иностранный партнёр должен иметь легальный статус проживания или пребывания (вид на жительство или визу) в Германии и не ожидать депортации.
В случае если иностранный партнёр проживает за пределами Германии, а немецкие ведомства отказывают ему в предоставлении визы по тем или иным причинам, необходимо затребовать специальную брачную визу, предварительно доказав своё намерение заключить союз, например, назначив день регистрации партнёрства в ЗАГСе и приурочив к нему дату въезда в Германию. Материальное состояние немецкого партнёра и наличие у него жилой площади для проживания обоих партнёров до 19 августа 2007 года не имело никакого значения для разрешения на въезд в Германию иностранного партнёра.
С 2007 года недостаточное материальное или жилищное состояние немецкого партнёра не мешает разрешению на въезд его иностранного партнёра лишь в том случае, если ведение их совместной жизни как партнёров затруднено в стране происхождения иностранного партнёра. Например, если немец имеет второе гражданство, совпадающее с гражданством иностранного партнёра, или хорошо владеет языком данного иностранного государства, которое также признаёт однополые союзы, и некоторое время жил и работал в этой стране, и при этом он не имеет достаточных средств к обеспечению жизни обоих партнёров в Германии (например, является получателем пособия по безработице), то ведомство по делам иностранцев может отказать в разрешении на въезд в страну иностранного партнёра.
Однако, если иностранный партнёр проживает вне территории Германии, но собирается въехать в страну для заключения союза, то ему необходимо сдать тест на минимальные знания немецкого языка ещё до въезда в Германию. Жители европейских стран также должны сдать языковой тест (для супруга, являющего гражданином ЕС, такой тест не требуется).
Через три года легального нахождения в Германии и как минимум двух лет совместного проживания в зарегистрированном партнёрстве иностранный партнёр немецкого гражданина получает бессрочный вид на жительство и может ходатайствовать о получении гражданства Германии. Время совместного проживания до заключения партнёрства в расчёт не принимается. Для получения гражданства он, однако, должен быть в состоянии обеспечивать себя сам (не зависеть от социальных выплат) и доказать владение немецким языком на соответствующем уровне (требуется успешное завершение интеграционных курсов). Таким образом, данные требования полностью соответствуют таковым для гетеросексуальных браков.
В случае расторжения партнёрства менее чем через два года после его заключения, иностранный партнёр, не имеющий бессрочного вида на жительство в Германии, теряет своё право на пребывание в стране. В некоторых случаях (если иностранному партнёру на родине угрожает опасность или если партнёры имеют совместного ребёнка) разведённому иностранному партнёру позволяется остаться в стране.
С 1 октября 2017 года вступил в действие закон о введении права на заключение брака для лиц одного пола. Со вступлением закона в действие гражданские партнёрства более не заключаются, а уже заключённые партнёрства могут быть переоформлены в браки по желанию партнёров.

### Партнёрство между двумя иностранцами
В случае если оба предположительных будущих партнёра являются иностранцами, требования к ним значительно ужесточаются. Оба партнёра должны быть в состоянии изъясняться на простом немецком языке. Знания немецкого языка не требуются от граждан стран, которые имеют право на долговременное безвизовое пребывание в Германии и их партнёров.
Если иностранец, проживающий в Германии, планирует заключить союз с иностранцем, не проживающим в Германии, то первый должен показать наличие социально и финансово защищённого пребывания в Германии (независимость от социальных выплат), а второй — сдать тест на минимальные знания немецкого языка ещё до въезда в Германию. Заключение однополого партнёрства, однако, не гарантирует предоставление второму партнёру вида на жительство в Германии. В каждом конкретном случае решение принимает Ведомство по делам иностранцев.

### Признание союзов, заключённых за пределами Германии
Однополые союзы, заключённые за границей по зарубежному праву независимо от того, зарегистрированы ли они до или после 1 октября 2017 года, не приравниваются к гражданским партнёрствам, заключённым по немецкому праву. Такое положение продиктовано тем фактом, что в разных странах однополые союзы имеют совершенно разные правовые статусы с разными наборами прав и обязанностей. Если законодательство страны, в которой был заключён однополый союз, предполагает меньше прав партнёрам, чем законодательство Германии, то для придания партнёрству полноценного статуса, сопоставимого с немецким, требовалось заключить новое гражданское партнёрство уже по немецкому праву. После 1 октября 2017 этой возможности более не существует, так как заключение новых гражданских партнёрств в Германии не проитводится. Однако такие пары имеют возможность заключить в Германии брак по немецкому праву или в некоторых случаях перерегистрировать их зарубежное гражданское партнёрство в брак по праву государства регистрации партнёрства с указанием даты заключения партнёрства в качестве даты регистрации брака задним числом. Перерегистрация таких союзов в брак по немецкому праву в принципе невозможна.
Однополые браки, заключённые за пределами Германии по праву зарубежного государства до 1 октября 2017 года, могли быть признанными на территории Германии в качестве гражданского партнёрства. Для этого партнёры должны были обратиться в штандесамт с просьбой о внесении их союза в национальный регистр гражданских партнёрств. После 1 октября 2017 года такие браки могут быть признаны на территории Германии полноценными браками по праву государства регистрации, однако супруги должны снова лично обратиться в штандесамт с заявлением о внесении их заключённого за границей брака в национальный брачный регистр Германии задним числом, независимо от того, вносили ли они уже свой брак ранее в национальный регистр партнёрств. Однополые браки, заключённые за границей после 1 октября 2017 года, автоматически признаются на территории Германии и также могут быть по заявлению внесены в национальный брачный регистр.

## Официальная статистика

### Официальные данные с 2014 года
Первой официально зарегистрированной однополой парой в Германии стали Хайнц-Фридрих Харре (нем. Heinz-Friedrich Harre) и Райнхард Люшов (нем. Reinhard Lüschow), которые заключили гражданское партнёрство 1 августа 2001 года в Ганновере. Пара преобразовала из союз в брак 1 октября 2017 года — в день вступления в силу закона об однополых браках. В конце октября 64-летний Харре скончался от последствий хронической болезни лёгких.
Официально лишь с 2014 года в Германии ведётся точный статистический учёт количества зарегистрированных и расторгнутых однополых союзов. Так, согласно официальной информации Бюро статистики ФРГ, в 2014—2016 годы ежегодно заключалось более 7 тысяч однополых союзов, при этом отмечается тенденция к увеличению числа заключения новых браков. За 2014—2017 годы также отмечается устойчивое количество расторжений однополых союзов — около 1,1 тысячи в год. Существенной разницы между мужскими и женскими парами в статистиках не наблюдается. Данные о количестве заключённых в 2017 году однополых партнёрствах пока официально не представлены.
| Год  | Число однополых домохозяйств | из них зарегистрированных однополых партнёрств | из них в том числе | из них в том числе |
| Год  | Число однополых домохозяйств | из них зарегистрированных однополых партнёрств | мужских            | женских            |
| ---- | ---------------------------- | ---------------------------------------------- | ------------------ | ------------------ |
| 2017 | 112                          | 53                                             | 30                 | 23                 |
| 2016 | 95                           | 44                                             | 25                 | 19                 |
| 2015 | 94                           | 43                                             | 23                 | 20                 |
| 2014 | 87                           | 41                                             | 24                 | 17                 |
| 2013 | 78                           | 35                                             | 20                 | 15                 |
| 2012 | 70                           | 30                                             | 17                 | 13                 |
| 2011 | 64                           | 26                                             | 15                 | 11                 |
| 2010 | 63                           | 23                                             | 13                 | 10                 |
| 2009 | 63                           | 19                                             | 12                 | 7                  |
| 2008 | 70                           | 19                                             | 14                 | 5                  |
| 2007 | 68                           | 15                                             | 10                 | 5                  |

### Оценочные данные за предыдущие годы
Точной статистики числа однополых союзов в Германии за предыдущие годы не существует. Однако имеются сделанные Федеральным бюро статистики официальные оценочные данные общего числа однополых домохозяйств, в том числе домохозяйств, состоящих в зарегистрированных гражданских партнёрствах. Так, согласно официальной оценке Бюро статистики, к концу 2003 года в стране около 6 тысяч совместно проживающих однополых пар состояли в зарегистрированном партнёрстве (около 10 % всех совместно проживающих однополых домохозяйств). В 2006 году в стране насчитывалось уже около 12 тысяч совместно проживающих однополых пар, состоящих в зарегистрированных партнёрствах.
В 2015 году в стране имелось уже около 94 тысячи совместно проживающих однополых пар. При этом почти половина из них (46 %) состояла в официально зарегистрированном партнёрстве. Отмечается постоянный рост данного показателя. Так, например, в 2013 году он составлял 45 %, а в 2006 году — лишь 19 %. Оценочное число однополых домохозяйств в 2017 году составляло 112 тысяч, из них 53 тысячи (47,3 %) состояли в зарегистрированном союзе.
Представленные оценки не являются точными данными, а высчитываются на основе результатов опросов.

### Региональные различия
Точная официальная статистика по отдельным землям ведётся также лишь с 2014 года. В предыдущие годы подробные данные собирались лишь отдельными землями, городами или общинами. По данным немецкого Союза геев и лесбиянок по состоянию на 2011 год в Северном Рейне-Вестфалии было зарегистрировано в общей сложности 11 тысяч партнёрств, в Берлине — 4,5 тысячи, в Гамбурге — 2,4 тысячи.
Берлинский район Шёнеберг является одним из районов с наибольшим процентом населения, состоящего в однополых партнёрствах. Так, около 1,5 % всех жителей района в начале 2017 года состояли в однополом гражданском партнёрстве. Также отмечается значительное увеличение числа заключённых партнёрств в немецкой столице. Так, в 2016 году в Берлине было заключено 17 тысяч новых однополых союзов (на 10 % больше, чем в 2015 году).

## Легализация однополых браков (2017)

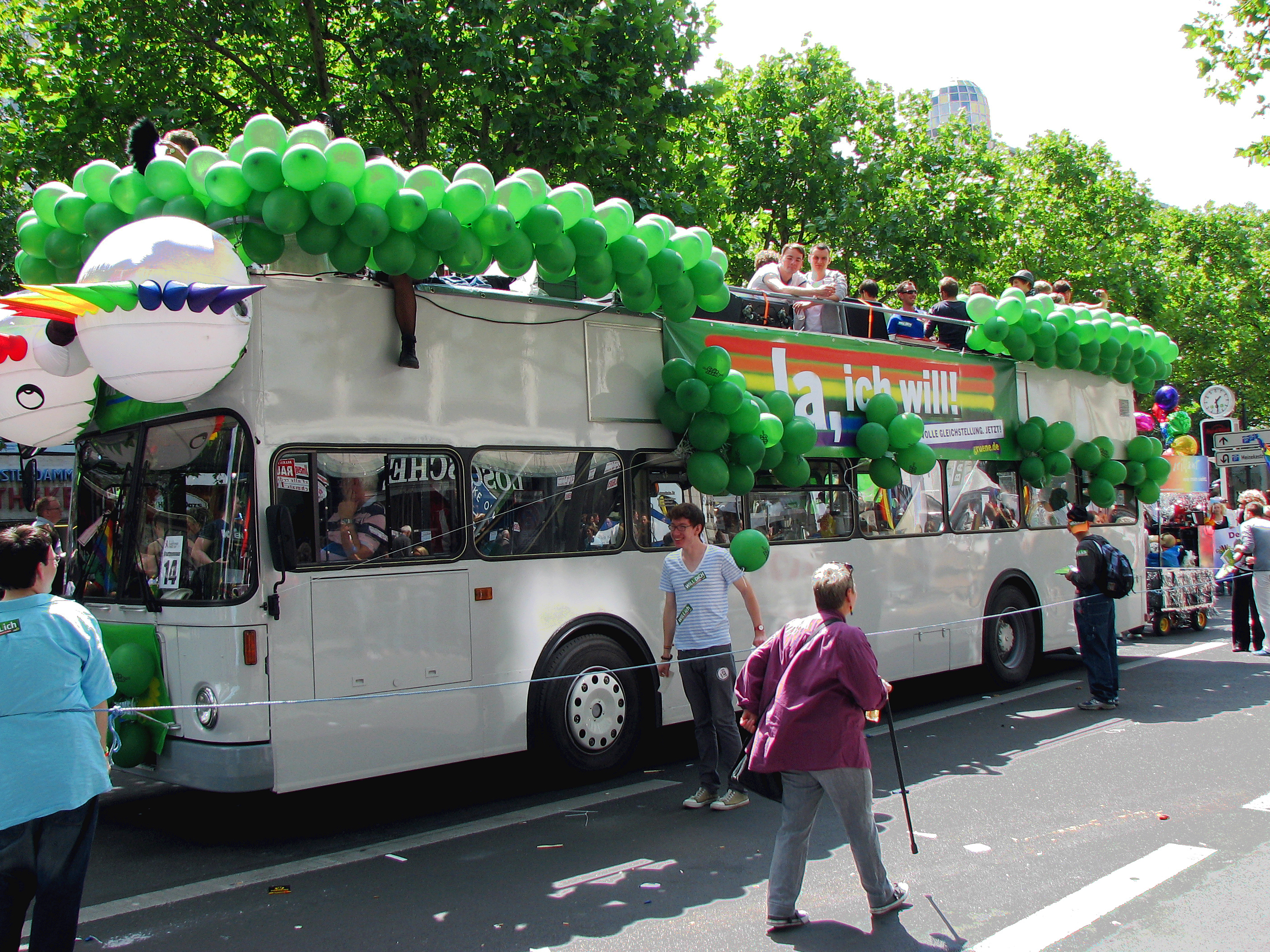
Автобус «зелёных» на гей-прайде в Берлине в 2011 году. Надпись «Да, я хочу!» выражает требование партии к открытию полного доступа однополых пар к браку

Согласно опубликованному в январе 2017 года репрезентативному опросу, около 83 % населения Германии поддерживали введение «брака для всех» (нем. Ehe für alle). Крупнейшие партии Германии (СДПГ, СвДП, «зелёные» и «левые») также выступали за легализацию однополых браков, однако большая часть представителей правящего блока ХДС/ХСС выступали против полного брачного равноправия для однополых и разнополых пар, считая достаточным существование института гражданских партнёрств для однополых пар. К лету 2017 года в бундестаге находилось три законопроекта о легализации однополых браков — от бундесрата, от «левых» и от «зелёных».
По причине того, что правящая с 2013 года большая коалиция (ХДС/ХСС и СДПГ) долгое время не могла договориться между собой по этому вопросу, рассмотрение законопроектов правовом комитете бундестага в течение нескольких лет переносились из заседания к заседанию. В ходе предвыборной кампании летом 2017 года партии СДПГ, СвДП и «Зелёные» объявили требование о легализации однополых браков одним из условий создания правящей коалиции.
26 июня 2017 года канцлер Германии Ангела Меркель в одном из интервью сделала неожиданное для всех заявление о том, что голосование по вопросу однополых браков в парламенте должно быть решением совести, а не навязанным решением большинства. Это высказывание было истолковано как разрешение голосовать, не придерживаясь «партийной дисциплины». Представители «социал-демократов» 30 июня при поддержке «зелёных» и «левых», преодолев протест ХДС/ХСС, смогли внести на повестку дня последнего парламентского заседания законопроект бундесрата, с 2015 года находящийся в правовом комитете. Большинством голосов (393 — «за», 226 — «против») депутаты проголосовали за документ, разрешающий однополым парам заключать брак (с правом на усыновление детей). Сама Меркель проголосовала против, при этом около четверти членов её партии проголосовали за легализацию однополых браков. 7 июля 2017 года документ был утверждён в бундесрате большинством голосов. 20 июля законопроект подписал президент ФРГ Франк-Вальтер Штайнмайер. В этот же день закон был опубликован в законодательном вестнике Bundesgesetzblatt и вступил в силу в первый день третьего месяца со дня публикации, то есть 1 октября 2017 года.

## Церковное признание однополых союзов

Отделения ЕЦГ, в той или иной форме дающие благословение однополым парам (выделены тёмным цветом).

### Евангелическая церковь Германии
Евангелическая церковь Германии в 2007 году приняла декларацию «Укрепление надежности и ответственности», в которой гомосексуальное партнёрство было одобрено. Благословение однополых пар, заключивших гражданское партнёрство, проводятся в 16 из имеющихся 20 региональных церквей ЕЦГ. При этом формы благословления зарегистрированных однополых пар могут существенно отличаться.
В пяти церквях ЕЦГ проводится церковные брачные церемонии, полностью соответствующие по форме и содержанию церемонии венчания для разнополых супругов. Тем не менее в двух из них (отмечены звёздочкой) несмотря на идентичное проведение для однополых пар не используется термин «венчание» (нем. Trauung) как для разнополых, а церемония называется «благословением» (нем. Segnung). Также пасторам разрешается отказаться от проведения церемонии венчания или благословления однополых пар. В этом случае церковь должна предоставить пастора, готового провести церемонию.
- Евангелическая земельная церковь в Бадене ;
- Евангелическо-Лютеранская церковь Берлина-Бранденбурга-Силезской Верхней Лужицы ;
- Евангелическая церковь в Рейнланде .
- Евангелическая церковь в Гессене и Нассау * ;
- Евангелическо-лютеранская церковь в Северной Германии * ;

В шести церквях проводятся открытые богослужения благословения зарегистрированных однополых пар (нем. Segnungsgottesdienst). При этом подчёркивается, что эти церемонии не являются венчанием, хотя и могут содержать такие его элементы как обмен кольцами. Кроме того, пасторы могут отказаться от их проведения, при этом они должны направить пару в другую общину, пастор которой будет согласен провести данную церемонию.
- Евангелическо-лютеранская церковь Ганновера ;
- Евангелическая церковь Кургессен-Вальдека ;
- Земельная церковь Липпе ;
- Евангелическая церковь в Средней Германии ;
- Евангелическая церковь Пфальца (протестантская земельная церковь) ;
- Евангелическая церковь Вестфалии .

В двух церквях допускается проведение открытых богослужений лишь в случаях, если найдётся пастор, готовый провести данную церемонию. При этом церемония должна существенно отличаться от церемонии венчания для разнополых супругов (например, без обмена кольцами и брачных обещаний). Также возможно благословление в частном порядке без совершения богослужения.
- Евангелическо-лютеранская земельная церковь Саксонии ;
- Евангелическо-лютеранская церковь в Ольденбурге .

В четырёх церквях запрещено проведение открытых богослужений для благословления однополых пар, однако возможно благословление или богослужение в частном порядке. При этом каждый пастор самостоятельно решает, соглашаться проводить такие церемонии или нет.
- Евангелическо-лютеранская церковь в Баварии ;
- Евангелическо-лютеранская церковь в Брауншвейге;
- Евангелическо-лютеранская земельная церковь Шаумбург-Липпе;
- Евангелическая земельная церковь Вюртемберга.

В трёх церквях решение о том, осуществлять ли благословление зарегистрированных однополых пар или нет, а также в какой форме это делать, полностью лежит в ведении отдельных общин, поэтому в каждой отдельной общине может иметься различное положение вещей — от проведения венчаний, до полного запрета на какие-либо благословления.
- Евангелическая земельная церковь Анхальта ;
- Евангелическо-реформированная земельная церковь;
- Бременская евангелическая церковь,

### Римско-католическая и старокатолическая церкви
Римско-католическая церковь не признаёт и не благословляет гомосексуальных союзов. В начале 2011 года 240 католических богословов немецкоговорящих стран: Германии, Австрии и Швейцарии (а также некоторые теологи других стран) призвали реформировать церковь, среди прочих требований прозвучал призыв к уважению и неотлучению людей, которые живут в любви, верности и взаимной заботе в гомосексуальном партнёрстве.
Германская старокатолическая церковь допускает трудоустройство лиц гомосексуальной ориентации, пока их поведение не противоречит учению церкви. Это означает, что если церковному руководству станет известно, что сотрудник посещает гей-бары, он будет уволен. КЦГ также освобождает от должности лиц, заключивших гражданское партнёрство, независимо от того, являются ли эти лица католиками.